# Werschen-Weißenfelser Braunkohlen AG
Die Werschen-Weißenfelser Braunkohlen AG war ein 1855 gegründetes Unternehmen der deutschen Montanindustrie im Mitteldeutschen Braunkohlerevier. Bis 1897 befand sich der Hauptsitz in Weißenfels, danach in Halle (Saale). Das Unternehmen wurde 1940 in die Anhaltische Kohlenwerke AG eingegliedert, mit der es bereits seit 1924 eine Verwaltungsgemeinschaft verband.

## Geschichte
Infolge des Konzentrationsprozesses schlossen sich in Deutschland ab Mitte des 19. Jahrhunderts viele kleine Bergbau-Unternehmen zu finanzstarken Aktiengesellschaften zusammen. Dieser Vorgang, zeitgenössisch als Consolidation bezeichnet, betraf im Mitteldeutschen Braunkohlerevier zwischen 1854 und 1863 rund 15 Gruben mit 48 Abbaufeldern, die in fünf konsolidierenden Gesellschaften aufgingen. Dazu zählte die am 28. Juli 1855 mit Sitz in Weißenfels gegründete Werschen-Weißenfelser Braunkohlen AG. Die erste Grube des Unternehmens ging am 23. September 1855 in Werschen, heute ein Ortsteil der Stadt Hohenmölsen, in Förderung.
Hauptinitiator und erster Generaldirektor war der Unternehmer Karl August Jacob. Zu den weiteren Mitgründern zählten Ludwig Wucherer, Johann Gottfried Boltze, Carl Degenkolb und Karl Gruhl. Boltze und Gruhl besaßen bereits Kohlegruben, die sie mit der Werschen-Weißenfelser Braunkohlen AG vereinigten. In kürzester Zeit folgte der Erwerb weiterer Gruben, unter anderem in Webau, Keutschen, Köpsen, Gerstewitz und Reußen, ein heutiger Ortsteil von Theißen. Der unternehmerische Schwerpunkt lag nicht allein im Abbau von Braunkohle oder im Verkauf von Hausbrand, sondern von Anfang an auch auf der Kohleveredlung. Neben Brikettfabriken an verschiedenen Standorten, erbaute die Gesellschaft zwischen 1858 und 1861 beispielsweise in Köpsen eine für die damalige Zeit hochmoderne Schwelerei nebst angeschlossener Photogen- und Paraffinfabrik.
Ein besonderes Merkmal des Zeitz-Weißenfelser Braunkohlereviers war die Sedimentation der Kohle. Das Hauptflöz enthielt hier abwechselnde Einlagerungen von bitumenarmer Feuerkohle und bitumenreicher Schwelkohle. An mehreren Orten in der Region gab es besonders reichhaltige Bitumenkohle mit 30 bis 70 Prozent Teergehalt. Auf dieser Basis entwickelte sich im Raum Weißenfels-Hohenmölsen-Zeitz ein bedeutender Zweig der chemischen Industrie (Carbochemie). Besonders die A. Riebeck’sche Montanwerke AG und die Werschen-Weißenfelser Braunkohlen AG setzten hier neue Maßstäbe in der Forschung und Entwicklung der Kohlehydrierung.
Eine große Bekanntheit, auch in privaten Haushalten, erlangte die Werschen-Weißenfelser Braunkohlen AG mit der Herstellung von Beleuchtungsstoffen. Ab den letzten Dekaden des 19. Jahrhunderts entwickelte sich das Unternehmen unter anderem zu einem bedeutsamen Produzenten von Haushaltskerzen. Deutschlandweit bekannt waren die Marken Werschen-Weißenfelser Kronen-Kerzen, Adler-Kerzen, Wagen-Kerzen, und vor allem die Werschen-Weißenfelser Solon-Kerzen, die vorrangig aus den Braunkohlewerken in Köpsen und Webau kamen. Die Zeitschrift des Vereins deutscher Ingenieure berichtete 1862 über die Gesellschaft:
„Die Werschen-Weißenfelser Braunkohlen-Aktiengesellschaft zu Weißenfels, welche auf 500.000 Thlr. Aktienkapital basiert, beschäftigt sich ebenso mit der direkten Verwertung der gewonnenen Braunkohle, wie mit deren indirekter Verwertung durch Erzeugung von Photogen und Paraffin. Der eigentliche Grubenbetrieb dieser Gesellschaft beschäftigt in der Umgebung von Naumburg, Weißenfels und Zeitz über 1200 Mann. Im Jahr 1859 wurden auf sämtlichen Gruben der Gesellschaft (Runthal, Teuchern, Werschen, Gröben, Rödlitz, Keutschen, Köpsen, Gerstewitz, Domsen und Tornau) zirka 1 Million Tonnen reiner Braunkohle gefördert und davon 530.000 Tonnen zu etwa 53 Millionen Briketts geformt und als solche verkauft.“
Bis 1917 schüttete das Unternehmen an seine Aktionäre regelmäßig hohe Dividenden aus, beispielsweise 15 Prozent für das Geschäftsjahr 1874 und 20 Prozent für das Geschäftsjahr 1916. Gleichfalls zeichnete sich die Werschen-Weißenfelser Braunkohlen AG bis 1918 durch fortschrittliche Sozialleistungen aus. Bereits seit 1856 existierten betriebseigene Arbeiter-, Pensions- und Unterstützungskassen sowie Arbeitnehmervertretungen. Diese Leistungen und Mitbestimmungsrechte gingen maßgeblich auf den Mitbegründer Carl Degenkolb zurück, der als Wegbereiter der heutigen Betriebsräte gilt.
1897 wurde der Sitz des Unternehmens nach Halle (Saale) verlegt. Um leistungsfähige Technik einführen und damit die Produktion steigern zu können, erfolgte zeitgleich eine umfangreiche Vergrößerung sämtlicher Werke sowie der Erwerb neuer Abbaufelder und der Bau weiterer Schwelereien. Hervorzuheben ist die um 1898 errichtete Brikettfabrik in Wählitz mit fünf dampfbetriebenen Hochleistungs-Pressen und dem bis 1906 erbauten ersten eigenen Braunkohlekraftwerk zur Stromerzeugung.
Ab dem Jahr 1900 führten Preisabsprachen und ein übersteigertes Profitstreben zu einer reichsweiten Versorgungskrise, der sogenannten Kohlenot. Vor diesem Hintergrund trat das Unternehmen im Jahr 1909 dem Mitteldeutschen Braunkohlen-Syndikat bei. Dieses Kartell erwies sich jedoch als instabil, so dass es zwischen 1910 und 1913 verstärkt zu Unternehmenskonsolidierungen kam. Im Ergebnis waren zu Beginn des Ersten Weltkriegs nur noch zwei Großunternehmen im Zeitz-Weißenfelser-Revier tätig: die Riebeck’sche Montanwerke AG und die Werschen-Weißenfelser Braunkohlen AG.
Einen besonders erfolgreichen Zusammenschluss stellte die Fusion in gleicher Eigenschaft mit der Waldauer Braunkohlen-Industrie AG im Jahr 1911 dar. Damit gelangten die verkehrsgünstig gelegenen Braunkohlenwerke Profen nebst immenser Lagerstätten sowie die Waldauer Mineralöl- und Paraffinfabriken bei Naumburg in den Besitz des Unternehmens. Von der Waldauer Braunkohlen-Industrie AG wechselte Waldemar Scheithauer in die Geschäftsleitung der Werschen-Weißenfelser Braunkohlen AG, zunächst als Erster Direktor, später als Generaldirektor und Aufsichtsratsmitglied. Nach diesem Zusammenschluss befanden sich 65 Prozent der deutschen Schwelteerverarbeitung im Geschäftsbereich der Werschen-Weißenfelser Braunkohlen AG. In den folgenden Jahren konzentrierte das Unternehmen die Kohleveredlung auf die Schwelereien in Webau, Gerstewitz und Köpsen. Veredlungsprozesse wurden optimiert, zum Beispiel zur Entölung des Paraffins, sowie Verfahren wie das Trockenschwitzverfahren, die Kristallationstechnologie, die Paraffinwäsche oder die Selektiventölung eingeführt und ständig weiterentwickelt.
Insgesamt wurden im Jahr 1914 in den Gruben des Unternehmens rund 2,4 Millionen Tonnen Rohkohle gefördert. Auf den Briketts der Werschen-Weißenfelser Braunkohlen AG waren zu dieser Zeit grundsätzlich die Initialen der Gesellschaft und der Ortsname der jeweiligen Brikettfabrik gepresst – zum Beispiel W.W. Luckenau oder W.W. Wählitz. Eine Ausnahme stellten die Briketts aus der übernommenen, noch von der Waldauer Braunkohlen-Industrie AG errichteten Fabrik in Profen dar. Diese Erzeugnisse trugen sogar noch zu DDR-Zeiten die Prägung Waldau. Damit war ersichtlich, dass die installierten Pressen von 1910 unverändert viele Jahrzehnte in Betrieb blieben.

## Feindliche Übernahme
Ab 1910 begannen die beiden jüdischen Großindustriellen Julius Petschek (Prag) und Ignaz Petschek (Aussig) ihren Einfluss im Mitteldeutschen Braunkohlerevier auszuweiten. Sukzessive kauften die stark zerstrittenen Brüder zahlreiche Anteile an Kohlen-, Papier-, Glas- und Chemie-Aktiengesellschaften im Sudetenland und ganz Deutschland auf. Obwohl die Brüder in denselben Geschäftsfeldern tätig waren, standen sie in Konkurrenz und bekämpften sich erbittert. Bei vielen Unternehmen erlangten Julius und Ignaz Petschek die Aktienmehrheit durch feindliche Übernahmen und überboten sich dabei gegenseitig. Auf diesem Wege erwarben die Brüder im Jahr 1913 einen Aktienanteil von 25 Prozent an der Werschen-Weißenfelser Braunkohlen AG.
In den folgenden drei Jahren entbrannte ein regelrechter Wettkampf um die Majorität der Werschen-Weißenfelser Braunkohlen AG, den letztlich Julius Petschek gewann. Gegen den Willen der Banken und der Aktionäre sicherte er sich die Aktienmehrheit und erzwang in einer außerordentlichen Generalversammlung am 24. November 1916 den Rücktritt sämtlicher Aufsichtsratsmitglieder. Auf die gleiche Art und Weise weiteten die Petscheks ihren Einfluss auf die Anhaltische Kohlenwerke AG aus, deren Aktienmehrheit Julius Petschek im Jahr 1918 übernahm. Das Vorgehen zog ein verheerendes Presseecho nach sich. Wirtschaftsredakteure beispielsweise der Deutschen Tageszeitung, der Täglichen Rundschau (Berlin) oder der Neuen Freien Presse (Wien) kritisierten wiederholt die Benachteiligung von Kleinaktionären sowie die mit der Monopolstellung verbundenen volkswirtschaftlich steigenden Energiepreise. Selbst die wirtschaftsliberale Frankfurter Zeitung mahnte die Petscheks, dass „der Mensch nicht nur mit höheren Zwecken wächst, vielmehr wachse der Mensch auch mit höheren Pflichten“.
Nach Gründung der Weimarer Republik konnten die beiden verfeindeten Familienzweige ihre Monopolstellung durch den Erwerb weiterer Aktienpakete von mitteldeutschen Braunkohlenwerken enorm ausbauen. Bei ihren Übernahmen profitierten die Petscheks davon, dass sie gemäß der Washingtoner Erklärung im Jahr 1918 tschechoslowakische Staatsbürger geworden waren. Diese neu entstandene Republik erreichte in den Anfangsjahren einen Aufschwung, der in einem starken Kontrast zur Hochinflation in Deutschland und in Österreich stand. Dazu kam, dass in den Anfangsjahren der Weimarer Republik die verschiedenen Reichsregierungen eine Verstaatlichung aller Kohlengruben in Deutschland erwogen, weshalb viele Aktionäre es als Risiko ansahen, ihre Bergbauaktien zu behalten. Das Petschek-Syndikat gewann auf dieser Basis erheblichen Einfluss und kontrollierte innerhalb kurzer Zeit 50 Prozent der europäischen Kohlenerzeugung. Östlich der Elbe schwankte ihr Anteil zwischen 66 und 70 Prozent. Als marktbeherrschend galten in Mitteldeutschland die Werschen-Weißenfelser Braunkohlen AG und die Anhaltische Kohlenwerke AG. An beiden Gesellschaften besaß Julius Petschek die Aktienmehrheit. Der Kampf zwischen den Brüdern hatte zur Folge, dass bis zum Ende der Weimarer Republik alle Anträge auf Kapitalerhöhung bei der Werschen-Weißenfelser Braunkohlen AG abgelehnt wurden. Die Atmosphäre bei Aufsichtsratssitzungen wurde von Zeitzeugen als äußerst angespannt beschrieben, weil sich die beiden Brüder oft persönlich vor Anwesenden stritten.
Faktisch konnten die Brüder Petschek nicht nur die Marktpreise für Kohle beeinflussen, sondern auch die Auswahl der Aktionäre sowie die Höhe der Dividende. Bis 1922 forderten sowohl die deutschen Großbanken als auch die Mehrzahl der Aufsichtsratsmitglieder der Werschen-Weißenfelser Braunkohlen AG eine Kapitalerhöhung, respektive eine Erweiterung der Bezugsrechte. Julius Petschek reagierte darauf, indem er den kompletten Vorstand der Werschen-Weißenfelser Braunkohlen AG entließ und die Verwaltungen der Anhaltische Kohlenwerke AG und der Werschen-Weißenfelser Braunkohlen AG zusammenlegte – ab dem 1. Oktober 1924 wurden beide Gesellschaften von einer gemeinsamen Verwaltung geleitet. Als neuer Generaldirektor der Werschen-Weißenfelser Braunkohlen AG sowie der Anhaltische Kohlenwerke AG fungierte für die nächsten acht Jahre Ferdinand Raab, der bereits seit 1917 in leitender Position bei der Werschen-Weißenfelser Braunkohlen AG tätig war. Zur Wahrnehmung seiner Interessen setzte Julius Petschek im Jahr 1923 Eugen Schiffer, den vormalig ersten Reichsfinanzminister der Weimarer Republik, als neuen Aufsichtsratsvorsitzenden der Werschen-Weißenfelser Braunkohlen AG und der Anhaltische Kohlenwerke AG durch.
Als besonders gravierend stellten Beobachter während dieser Zeit die Arbeitsbedingungen der Bergarbeiter in der Werschen-Weißenfelser Braunkohlen AG und den Anhaltische Kohlenwerke AG dar. Durchgehend waren die 1920er Jahre von Entlassungen, Streiks und politischen Auseinandersetzungen geprägt. Beide Petschek-Brüder standen der wirtschaftsliberalen DDP nahe, deren Mitglieder für einen zentral regierten Einheitsstaat und gegen die Entstehung eines Sozialstaats eintraten. 1924 wurden die Mitspracherechte der Arbeitnehmervertreter der Werschen-Weißenfelser Braunkohlen AG stark eingeschränkt, woraufhin der Gesamtbetriebsrat eine Beschwerde beim Bergamt in Zeitz einlegte. Die zuständigen Bergrevierbeamten lehnten den Widerspruch und somit eine Unterstützung der Forderung nach mehr Wirtschaftsdemokratie ab. Bei diesem Bescheid ist allgemein zu berücksichtigen, dass das in der Weimarer Zeit verabschiedete Betriebsrätegesetz für Arbeitnehmer faktisch einen Rückschritt darstellte. Die darin enthaltenen Vorschriften waren Kann-Bestimmungen, die folglich nicht eingehalten werden mussten.
Einer der größten Bergarbeiterstreiks im mitteldeutschen Revier, der maßgeblich auf Arbeiter der Werschen-Weißenfelser Braunkohlen AG und der Anhaltische Kohlewerke AG zurückging, brach im Oktober 1927 aus und dauerte fast 30 Tage. Die Zeitschrift Die Internationale bezeichnete die „Ausbeutung der Bergarbeiter in Mitteldeutschland als besonders krass, absolut und relativ weitaus schlimmer als im Ruhrgebiet“. Zu einem Symbol der Zustimmung der Bergarbeiter zum Generalstreik gegen die Herrschaft der Großaktionäre wurde das Pfeifen der Lokomotiven auf Grubenbahnen. Bis 1933 riefen die Bergarbeiter wiederholt zur Arbeitsniederlegung auf, was mit Hilfe des Staatsapparats der Weimarer Republik unterdrückt und mit erheblichen Gefängnisstrafen sanktioniert wurde. Allen voran die Werke der Werschen-Weißenfelser Braunkohlen AG in Wählitz, Hohenmölsen, Teuchern und Zembschen waren Hochburgen der KPD.
Gegen Ende der 1920er Jahre ging die Werschen-Weißenfelser Braunkohlen AG zunehmend auf den Betrieb von Großtagebauen über. Am 1. Oktober 1930 erwarb das Unternehmen den Ort Gaumnitz, der als erster Ort im Zeitz-Weißenfelser-Revier der Braunkohle weichen musste. Bis 1932 wurden alle Einwohner umgesiedelt, der alte Ort devastiert und anschließend vollständig überbaggert. Proteste gegen die Zwangsumsiedlung sind nicht bekannt. Hierbei ist zu berücksichtigen, dass beide Petschek-Brüder an verschiedenen Zeitungen in Mitteldeutschland Anteile besaßen, beispielsweise an der einflussreichen Neuen Leipziger Zeitung. Etwa zur gleichen Zeit entwickelte sich das Unternehmen im Zuge der deutschen Autarkiebestrebung, die ihre Anfänge in der Weimarer Republik nahm, zu einem führenden Forschungsunternehmen der Kohleverflüssigung sowie zu einem Wegbereiter des synthetischen Benzins. Hervorzuheben sind die beiden Chemiker Fritz Frank und Paul Schneider, die erstmals synthetisches Methanol als Nebenprodukt bei der Vergärung von Mais für den sogenannten Hallenser Betriebsstoff der Werschen-Weißenfelser Braunkohlen AG hydrierten.
Anfang der 1930er Jahre kontrollierten die Petscheks 30 Prozent der deutschen Braunkohlenwerke. Die größten und wichtigsten Gesellschaften für die Prager Petscheks waren die Werschen-Weißenfelser Braunkohlen AG und die Anhaltische Kohlenwerke AG. Bis 1932 konnte Julius Petschek seinen Aktienanteil an der Werschen-Weißenfelser Braunkohlen AG auf 88 Prozent erhöhen. Nach der A. Riebeck’sche Montanwerke AG, die seit 1926 zur I.G. Farben gehörte, waren die faktisch bereits zusammengehörenden Anhaltische Kohlenwerke AG und Werschen-Weißenfelser Braunkohlen AG in Mitteldeutschland die größten Braunkohleförderer. Der Aussiger Petschek-Clan beherrschte unter anderem die Ilse Bergbau AG in Berlin, die Eintracht Braunkohlenwerke und Brikettfabriken AG in Welzow, die Niederlausitzer Kohlenwerke AG, die Phönix AG für Braunkohlenverwertung in Berlin, die Braunkohlenwerke Leonhard in Zipsendorf, die Braunkohlenwerke Borna und die Bleichert’schen Kohlenwerke. Damit war der Besitz von Ignaz Petschek an Braunkohlewerken etwa viermal größer als der seines Bruders. Allerdings besaß Julius Petschek dagegen deutlich mehr Anteile an Banken. Er war Eigentümer der Petschek-Bank in Prag, Hauptaktionär der Böhmischen Escompte-Bank und Credit-Anstalt, der Böhmischen Unions-Bank sowie Anteilseigner an mehreren Bankhäusern in Deutschland, den Niederlanden, Spanien, Großbritannien und in den USA.

## „Arisierung“
Spätestens ab 1926 gewann der Industrielle Friedrich Flick über die Mitteldeutsche Stahlwerke AG zunehmend Einfluss in der Region. Zu vermerken ist in diesem Zusammenhang, dass Friedrich Flick insbesondere zu Ignaz Petschek bis zu dessen Tod private Beziehungen unterhielt. Beide hatten jahrelang gemeinsam im Aufsichtsrat der Linke-Hofmann-Werke AG gesessen und verstanden sich sehr gut. Zudem missbilligten Flick und Petschek die Vormachtstellung der Ruhrbarone und verhinderten gemeinsam die von Fritz Thyssen geplante Entstehung eines europäischen Supertrusts. Gleichfalls verband sie eine Gegnerschaft zur I.G. Farben.
Julius Petschek starb im Januar 1932. Sein Neffe Paul Petschek hatte bereits im Jahr 1928 die Interessenvertretung der Prager Petscheks in Deutschland übernommen. Die Familie entschied sich im Jahr 1932, ihre Beteiligungen in Mitteleuropa zu verkaufen und übertrugen die Aktien der Anhaltische Kohlenwerke AG und der Werschen-Weißenfelser Braunkohlen AG über eine britische Zwischenholding auf den US-amerikanischen Konzern United Continental Corporation (UCC). Der 54-jährige Ferdinand Raab wurde in den vorzeitigen Ruhestand versetzt, die Leitung der beiden Gesellschaften übernahm der deutsch-US-amerikanische Manager Heinz Pulvermann. Ignaz Petschek starb im Februar 1934. Seine Erben übertrugen die Aktien und den Besitz der Aussiger Petscheks in Deutschland hauptsächlich auf niederländische und schweizerische Dachgesellschaften. Damit flossen große Teile der Gewinne beider Gruppen ins Ausland und die Ertragssteuern am deutschen Fiskus vorbei. Letzteres führte insbesondere zwischen den Ignaz-Petschek-Erben und den deutschen Finanzbehörden zu jahrelangen rechtlichen Auseinandersetzungen.
Nach neueren Forschungen der tschechischen Historiker Drahomír Jančik, Eduard Kubů, Jiří Novotný und Jiří Šouša, die anhand zahlreich vorhandenen Aktenmaterials mehrere umfangreiche und detaillierte Studien über die Sozial- und Wirtschaftsgeschichte Ostmitteleuropas veröffentlicht haben, zogen beide Petschek-Erbengemeinschaften die Auszahlung hoher Dividenden anstelle von Investitionen vor. Dies betraf sowohl die Unternehmen beziehungsweise Beteiligungen der Petscheks in Deutschland als auch in der Tschechoslowakei. Namentlich sind die Werschen-Weißenfelser Braunkohlen AG und die Anhaltische Kohlenwerke AG aufgeführt, die nach dem Tod von Julius Petschek jahrelang nicht modernisiert wurden.
Im Oktober 1934 erwarb das Unternehmen zehn Prozent Aktienanteile an der Braunkohle-Benzin AG (BRABAG). Heinz Pulvermann sprach sich gegen eine Beteiligung aus. Auch andere Vorstandsmitglieder betrachteten die Teilnahme an dieser Pflichtgemeinschaft anfangs kritisch, änderten aber spätestens ab 1936 aufgrund verbesserter Produktionsverfahren und dem Anziehen der Weltmarktpreise für Mineralöl ihre Meinung. Einige Mitglieder der Unternehmensleitung standen der BRABAG-Gründung von Anbeginn positiv gegenüber. Ein aus ihrer Sicht entscheidender Gesichtspunkt ergab sich daraus, dass die Hydrierung der synthetischen Treibstoffe aus Braunkohle erfolgen sollte, was respektive zu einer Erhöhung der Fördermenge in den Gruben der Gesellschaft und damit nur zu höheren Gewinnen führen konnte. Letztlich hatte das Unternehmen schon Jahrzehnte lang an Verschwelungs- und Destillationsverfahren gearbeitet und war sich nur der nötigen wirtschaftlichen Voraussetzungen für den Übergang zu größeren Produktionen bis dahin nicht sicher.
Am 15. Mai 1937 schied Heinz Pulvermann als Vorstand aus dem Unternehmen aus. Als Nachfolger setzte Paul Petschek den Deutsch-Argentinier Carlos Wetzell ein, der über juristische Erfahrungen bei Unternehmensverkäufen sowie hervorragende Kontakte in Regierungskreise verfügte. Unter anderem war er gut mit Herbert Göring befreundet, dem Vetter von Hermann Göring. Als Vorsitzender des Aufsichtsrats konnte bereits 1934 Paul Leverkuehn gewonnen werden, dessen Berliner Anwaltskanzlei sich auf ausländisches Eigentumsrecht in Deutschland spezialisiert hatte.
Spätestens ab Sommer 1937 bot Paul Petschek von Großbritannien aus über Mittelsmänner offensiv 67 Prozent Aktienanteile an der Anhaltische Kohlenwerke AG und 88 Prozent an der Werschen-Weißenfelser Braunkohlen AG zum Verkauf an. Die Verhandlungen begannen mit der I.G. Farben sowie parallel mit der Wintershall Holding, vertreten durch August Rosterg und Günther Quandt. Weitere Interessenten waren Peter Klöckner und Hermann Röchling. Vertreten durch den einflussreichen Wallstreet-Bankier George Murnane, forderte die New Yorker Petschek-Holding UCC 16 Millionen US-Dollar für ihre Anteile an beiden Gesellschaften. Dabei lag das Anlagevermögen der Werschen-Weißenfelser Braunkohlen AG im Jahr 1937 bei umgerechnet rund 10 Millionen US-Dollar und bei der Anhaltische Kohlenwerke AG bei rund 15 Millionen US-Dollar, woraus sich entsprechend ihren prozentualen Anteilen rund 8,8 Millionen US-Dollar bei der Werschen-Weißenfelser Braunkohlen AG und 9,9 Millionen US-Dollar bei der Anhaltische Kohlenwerke AG ergaben.
In einem Gespräch mit Karl Kimmich, Vorstandsmitglied der Deutsche Bank AG, erfuhr Otto Steinbrinck, der Generalbevollmächtigte des Flick-Konzerns, von den Verhandlungen. Mit dieser Insiderinformation bot sich für Friedrich Flick die Chance, die eigene Kohlebasis in Mitteldeutschland zu erweitern. Zeitgleich gelangte Flick in direkten Kontakt mit der Geschäftsleitung der Werschen-Weißenfelser Braunkohle AG und der Anhaltische Kohlenwerke AG. Die Initiative dazu ging indes nicht von Flick aus, sondern von Carlos Wetzell. Gegenüber Flick forderte Murnane nun 18 Millionen US-Dollar für beide Aktienpakete – eine Summe, die Flick nicht aufbringen konnte, und die im Übrigen das Reichswirtschaftsministerium aufgrund der Devisenverkehrsbeschränkung unter keinen Umständen genehmigt hätte.
Dementsprechend lang und schwierig zogen sich die Verkaufsgespräche bis zum Frühjahr 1938 hin. Paul Petschek gab seinen Unterhändlern die Anweisung, „in zupackender Weise zu verhandeln“. Wiederum war es Wetzell, der Flick die Empfehlung gab, den Vertretern der Prager Petscheks eine „von amtlicher Seite“ klar gestellte Frage vorzulegen: „Sind Sie bereit zu verkaufen?“ – und im Fall der Zustimmung solle mitgeteilt werden, dass Flick seitens der deutschen Regierung beauftragt worden sei, die Verhandlungen zu führen. Tatsächlich zwang dann Hermann Göring die anderen Interessenten zur Einstellung ihrer Verhandlungen und stellte Flick eine Art Alleinverhandlungsvollmacht aus, denn als einziger deutscher Montanunternehmer hatte Flick den Aufbau der Reichswerke Hermann Göring mit Materiallieferungen unterstützt. Für die Stahlkönige an Rhein und Ruhr waren diese Betriebe nichts anderes als eine lästige staatliche Konkurrenz, die sie boykottierten, wo sie nur konnten. Demzufolge soll Flick bei Göring stets eine positive Reputation besessen haben.
Nach zähem Feilschen und dem Hinweis, dass auch eine staatliche Enteignung drohen könnte, einigte sich Flick mit Murnane Anfang Mai 1938 auf einen Kaufpreis von insgesamt 6.325.000 US-Dollar, zahlbar am 21. Mai in New York City an die UCC. Diese Summe entspräche heute der Kaufkraft von 110.350.606 US-Dollar. Carlos Wetzel kassierte für seine Maklerdienste doppelt ab: Von Flick erhielt er ein günstig verzinstes Darlehen über 200.000 Reichsmark und von den Julius-Petschek-Erben eine Vermittlerprovision von drei Prozent. In der NS-Presse wurde über die „Rückführung der Aktienmehrheit beider Gesellschaften in deutsche Hände“ und über „die Maßnahmen, die bei der Arisierung notwendig waren“, detailliert berichtet. Das Reichspropagandaministerium sprach von einem „wichtigen Schritt bei der Entjudung der Kohlewirtschaft“.
Der Vorstand und die Aufsichtsratsmitglieder beider Unternehmen blieben vollständig in ihren Ämtern, wobei Friedrich Flick am 1. Januar 1939 persönlich den Vorstandsvorsitz der Werschen-Weißenfelser Braunkohlen AG übernahm. Anfang Juni 1938 erwarb die Werschen-Weißenfelser Braunkohlen AG die Aktienmehrheit der Anhaltische Kohlenwerke AG. Noch im gleichen Jahr erfolgten hohe Investitionen in den Neubau von Schwelereien und Erhöhungen der Rohkohlenförderungen sowie der Nettoverdienste der Belegschaft. Die Gruben beider Gesellschaften im Geiseltal wurden zusammengelegt und zeitgleich exklusive Rohkohle-Abnahmeverträge mit den benachbarten Treibstoffwerken Lützkendorf (Wintershall), Leuna (I.G. Farben) und Salzdetfurth geschlossen. Gemäß einem Bericht der Neuen Zürcher Zeitung betrug im Geschäftsjahr 1938 die Rohkohlenförderung beider Gesellschaften 9,6 Millionen Tonnen, wovon auf die Anhaltische Kohlenwerke AG rund 6,54 Millionen Tonnen fielen. Konkret stieg nach der Übernahme die Rohkohle-Förderung bis zum Jahresende 1938 von 2.552.117 Tonnen im Vorjahr auf 3.111.724 Tonnen. Daneben waren die Betriebe in Webau und Köpsen durch die von Flick veranlassten Modernisierungen und Investitionen ab Ende 1938 der größte Kerzenproduzent in Deutschland. Zu dieser Zeit beschäftige die Gesellschaft in allen ihren Werken zusammen 2897 Arbeiter und Angestellte.
Im Gegensatz zu den Prager Petscheks, die ihre Anteile an den Braunkohlenwerken in Deutschland freiwillig verkauften, wurde der Besitz der Aussiger Petscheks in Deutschland 1939/1940 enteignet. Als Begründung dienten Devisenvergehen und Steuerschulden. Bereits nach einer Betriebsprüfung im Jahr 1938 hatte das Finanzamt Berlin-Moabit für die Jahre 1925 bis 1937 Nachzahlungsbescheide in Höhe von 300 Millionen Reichsmark versandt, ein Betrag, der über dem geschätzten Vermögenswert der Ignaz-Petschek-Gruppe lag. Die Behörden pfändeten zunächst deren Bankeinlagen in Deutschland und erhielten nach dem Münchner Abkommen und der damit verbundenen Eingliederung der sudetendeutschen Gebiete ins Deutsche Reich vollen Zugriff auf den Ignaz-Petschek-Besitz in Aussig. Die ehemaligen Werke beziehungsweise Beteiligungen an Aktiengesellschaften von Ignaz Petschek in Deutschland und Böhmen gingen im Zuge der Enteignung überwiegend auf die staatlichen Reichswerke Hermann Göring über. Die Anhaltische Kohlenwerke AG erlangte von den Reichswerken Hermann Göring nach einem Bieterverfahren im Jahr 1940 Aktienanteile von Gruben aus dem Besitz der Ignaz-Petschek-Gruppe im Geiseltal und Oberschlesien sowie die Aktienmehrheit an der Eintracht Braunkohlenwerke und Brikettfabriken AG in Welzow, die 1944 vollständig der Friedrich Flick KG zugeordnet wurde.
Im Januar 1939 begannen die Werschen-Weißenfelser Braunkohlen AG und die Anhaltische Kohlenwerke AG in Profen mit der Errichtung einer hochmodernen Schwelerei im Spülgasverfahren von Lurgi, die 1940 in Betrieb ging. Neben dem Braunkohlekraftwerk Deuben der A. Riebeck’sche Montanwerke AG (I.G. Farben) veredelte das Profener Werk Kohle zu Schwelteer, den das Ende 1939 von der BRABAG fertiggestellte Hydrierwerk Zeitz in synthetisches Benzin umwandelte. Zur gleichen Zeit fiel der Entschluss, in der unmittelbaren Umgebung von Profen einen neuen Großtagebau zu eröffnen, der in Konkurrenz zur hochtechnisierten Grube Otto-Scharf der A. Riebeck’sche Montanwerke AG stehen sollte. Der Tagebau Profen zählt bis heute zu den größten Braunkohlenförderstätten in Deutschland.
Am 16. April 1940 wurde im Hotel Kaiserhof in Berlin auf der ordentlichen Hauptversammlung des Vorstands und des Aufsichtsrats der Werschen-Weißenfelser Braunkohlen AG die Verschmelzung der Gesellschaft mit der Anhaltische Kohlenwerke AG beschlossen. Die Aktien der Werschen-Weißenfelser Braunkohlen AG wurden rückwirkend zum 1. Januar 1940 wahlweise in Stammaktien oder Vorzugsaktien der Anhaltische Kohlenwerke AG umgewandelt. Dementsprechend war der am 16. April 1940 vorgelegte Geschäftsbericht für das Jahr 1939 die letzte Bilanz der Werschen-Weißenfelser Braunkohlen AG.